# Hafen Hille
Der Hafen Hille besteht aus drei Länden und einem Liegeplatz auf dem Gebiet der Gemeinde Hille im Kreis Minden-Lübbecke, Nordrhein-Westfalen.

## Geographie
Der Hafen Hilles liegt eineinhalb Kilometer südlich des Ortskernes von Hille auf einer Höhe von 50,3 m ü. NN bei Kilometer 89,4 an der Bundeswasserstraße Mittellandkanal (MLK). 
Unmittelbar südlich schließt sich das ausgedehnte Hiller Moor an.
| Lage: Gewässer – km | Hafen:      | Beschreibung                  | Kailänge         | Ausstattung                                             |
| ------------------- | ----------- | ----------------------------- | ---------------- | ------------------------------------------------------- |
| MLK 88 ff Nord      | Liegeplätze | Liegeplätze Berufsschifffahrt | 870 m, geböscht  | Schutzhütte, Poller                                     |
| MLK 89,3 Nord       | Lände       | Raiffeisen Lände              | 160 m, gespundet | Kran, Lagerflächen, Silos, Waage, Bahnanschluss         |
| MLK 89,5 Süd        | Lände       | Rhenus Lände                  | 630 m, gespundet | Kran, Bagger, Hallenkran 2 × 10 t, Lager, Bahnanschluss |
| MLK 92,1 Süd        | Lände ⊙     | Lände Südhemmern              | 40 m, gespundet  | nur für die Fahrgastschifffahrt geeignet                |

## Geschichte
Um 1915 erreichte der Mittellandkanal im Zuge des Baufortschrittes nach Osten hin Hille und zeitgleich wurde die Südlände gebaut. Ebenfalls 1915 wurde sogleich ein Bahnanschluss, zunächst in Meterspur, an die Bahnstrecke Minden-Lübbecke hergestellt. Somit war bereits vor über 100 Jahren dort ein trimodaler Umschlag Schiff/Schiene/Straße möglich.
Zu größeren Industrieansiedlungen kam es nicht, die Gegend blieb überwiegend landwirtschaftlich geprägt und bereits im Folgejahr erfolgte der Durchstich des Kanales nach Osten hin bis Hannover. 
 Der Bahnanschluss wurde in den Jahren 1956/57 zunächst auf Normalspur umgespurt und der Streckenabschnitt in Richtung Lübbecke hin um 1972 dann gänzlich aufgelassen und zurückgebaut. 

Zur Mitte der 1960er Jahre wurden im Zuge von Ertüchtigungs- und Ausbauarbeiten am Kanal die (Raiffeisen-)Nordlände gebaut und auch diese mit einem Bahnanschluss ausgestattet. Weiterhin entstanden in dieser Zeit zusätzlich eine Wendemöglichkeit für Schiffe bis zu 85 m Länge und Liegemöglichkeiten nordwestlich des Hafens. 

Seit 1973 Südhemmern nach Hille eingemeindet wurde, gehört auch die dortige kleine Lände zu den Hafenanlagen Hilles. Diese wird von der Personenschifffahrt und für Ausflugsfahrten genutzt.
2008 schloss sich der Hafen Hille zusammen mit fünf weiteren Westfälischen Häfen zu dem HafenBand Mittellandkanal zusammen.

## Gewerbe und Infrastruktur
Noch heute ist der Hafen Hille hauptsächlich für den Umschlag von Baustoffen, Forst- und Agrarprodukten eingerichtet. Er wird von der Rhenus AG und der Raiffeisen Landbund e.G. Hille bewirtschaftet. Es sind mehrere Kräne, ein Raupenbagger, Waagen und Fördereinrichtungen für Schüttgüter vorhanden. Weiterhin gibt es einen Trockenumschlagplatz mit zwei 10 t Hallenkränen und eine Schwerlastplatte. Es bestehen Lagermöglichkeiten auf 70.000 m² Freilagerflächen, in 12.000 m² teilweise beheizbaren Hallenlagern und in fünf Silos.
An den Kais können bis zu vier Großgütermotorschiffe gleichzeitig abgefertigt werden und für weitere acht Schiffe besteht die Möglichkeit ortsnah stillzuliegen.
Für Kleinfahrzeuge gibt es 70 m westlich der Südlände lediglich eine Slipstelle; ansonsten ist der Hafen in Hille für die Freizeitschifffahrt eher ungeeignet.

## Verkehr
Gemeindestraßen verbinden den Hafen zu der 3 km südlich verlaufenden Bundesstraße 65 hin. Beide Piers sind über Ausziehgleise und Rangierstrecken für den Güterverkehr nach Minden hin erschlossen. Eine Personenbeförderung findet seit 1972 außer im Ausflugs- und Museumsbetrieb nicht mehr statt. Der ÖPNV bietet, auf Anforderung, lediglich ein Anruf-Sammel-Taxi und einen Bürgerbus an.